# Renato Hevia
Renato Hevia Rivas (Santiago, 16 de noviembre de 1936) es un exsacerdote católico chileno. Fue capellán del Hogar de Cristo entre 1980 y 1982.

## Vida religiosa
Durante su vida como sacerdote perteneció a la Compañía de Jesús y como tal ejerció la rectoría de varios colegios de su orden en Chile. También dirigió la revista Mensaje (1978-1989), y ejerció como capellán del Hogar de Cristo entre 1980 y 1982, institución de beneficencia chilena creada por Alberto Hurtado.
En 1985 fue declarado reo y detenido, acusado por el delito de injurias o desacato contra el dictador Augusto Pinochet, en su rol como director de Mensaje.
Como director y miembro de la Unión Católica Latinoamericana de Prensa (UCLAP), viajó invitado a dar conferencias en prácticamente todos los países de América y de Europa, así como del Lejano Oriente (India, Filipinas, China). Por su valerosa defensa de los derechos humanos y la libertad de expresión, recibió el premio Medalla de Oro del periodismo católico universal, en el Congreso Mundial de la Unión Católica lnternacional de la Prensa (UCIP), celebrado en Brasil en 1993.[cita requerida]
En 1999 renunció al sacerdocio tras 45 años.

## Actividades profesionales
En 2002 entró a trabajar a la Universidad Diego Portales, donde fue director de la Escuela de Educación. Actualmente realiza clases de Derecho a la Información en la Universidad de Santiago de Chile y en la Universidad Internacional SEK Chile.[cita requerida]

## Vida privada
Tras renunciar al sacerdocio, contrajo matrimonio con la abogada Clara Szczaranski.

## Obras
- Introducción a la Filosofía (Universidad de Concepción).
- Camino a la Democracia (editorial CESOC).
- Alberto Hurtado, Profeta de la Justicia (Editorial San Pablo).
- La Palabra Pública, Ética y Periodismo (Editorial San Pablo).
- La Educación en Chile Hoy (Ocho Libros Editores).